# Management public
Le management public est une notion polysémique, incluant la mise en œuvre de méthodes et de techniques visant à développer le pilotage des administrations et de la décision publique. Il représente à la fois des doctrines, des pratiques et un champ de recherches, d’expériences et de références pour l’amélioration de la performance des organisations publiques. Il contribue à la modernisation et la relégitimation de ces organisations après plusieurs décennies de remise en question de leur efficacité, voire de leur existence, par les approches néo-libérales de nouvelle gestion publique.  

## Enjeu de société: piloter l’action publique au temps de la mondialisation
Le pilotage des organisations publiques (État, administrations, entreprises publiques, collectivités locales) doit s'adapter à la nouvelle réalité des besoins collectifs des sociétés. 
Depuis la fin des années 1980, les organisations publiques connaissent  un processus de profonde transformation sous l'effet conjugué de multiples facteurs : mondialisation, construction européenne,  décentralisation, développement des NTIC, modernisation des structures, exigences des citoyens. 
Ce phénomène touche tout particulièrement les pays d'Amérique du nord et d'Europe dans lesquels la sphère publique est au cœur du contrat social et de la création de richesse. 
En Europe les services publics sont considérés comme des « éléments clés du modèle européen de société » à travers les multiples interventions et investissements majeurs qu'ils portent : éducation, sécurité, infrastructures, etc. La place prise par les organisations publiques dans la production de biens et de services collectifs est donc très importante. Elle se traduit par des prélèvements publics de l’ordre de la moitié du PIB : en 2006, les dépenses totales des administrations publiques ont atteint 46,8 % du PIB  et la dette brute des administrations publiques s'est élevée à 61,9 % du PIB. 
La gestion irréprochable par les pouvoirs publics de tels volumes financiers est un impératif non seulement pour la croissance économique et la compétitivité des pays mais aussi pour la santé démocratique des pays.    

## Culture de l'objectif
Dans les années 1990, la plupart des pays occidentaux ont engagé des réformes de leur sphère publique, chacun en tenant compte de son histoire, de ses traditions, des spécificités. Selon le rapport du conseil d’analyse économique « Économie politique de la LOLF », il est possible d’identifier une « communauté de finalités, voire de processus » de laquelle trois principaux axes de réformes se dégagent : 
1. Le souci de maîtriser les dépenses et les déficits publics.
2. La détermination à améliorer l’efficacité des politiques publiques pour les contribuables et la qualité du service rendu, en rehaussant le niveau de la performance et rationalisant la gestion publique.
3. La volonté de renforcer l’information et la transparence de l’action publique pour les citoyens et leurs représentants.

Concernant la mise en œuvre de ces objectifs, les démarches entreprises se caractérisent par leur pragmatisme et une volonté de performance. Il n’y a pas de modèle universel de la réforme, mais des convergences d’approches apparaissent autour de trois principaux mouvements :
1. la désétatisation, à travers la décentralisation de compétences aux collectivités locales, la déconcentration des décisions au sein de l’État, la délégation de gestion aux opérateurs et la privatisation
2. l’autonomisation et la responsabilisation des gestionnaires des politiques publiques et l’assouplissement des règles de gestion de crédits et des ressources humaines.
3. une redéfinition en profondeur du cadre et des outils budgétaires et comptables, au service de la démarche de performance.

Parmi les pays engagés dans ces réformes, le Canada s’est illustré comme une référence. En France, la Loi organique relative aux lois de finances (LOLF) entrée en vigueur en janvier 2006 et la révision générale des politiques publiques (RGPP) décidée en 2007 par le gouvernement s’inscrivent dans ce mouvement de réforme de l’État.

## Outils et méthodes
À l’occasion de ces réformes, chaque entité et chaque responsable public doit remettre en question ses pratiques et ses méthodes de travail afin d’intégrer l’esprit et les orientations des réformes voulues par les autorités politiques. De nouvelles approches et de méthodes de travail se développent dans les organisations publiques :
- La planification et les projets stratégiques ;
- La gestion financière et le contrôle de gestion ;
- La gestion des ressources humaines ;
- Le contrôle et la qualité ;
- L’évaluation.

## Enseignement
Le management public est aujourd’hui considéré comme une discipline scientifique interdisciplinaire et transdisciplinaire, ne faisant pas l'objet d'un consensus de la part des communautés d’experts. Dans les pays anglo-saxons, c’est l'« Administration Publique » alors qu’en France, le management public fait l'objet de recherches, et est enseignée dans le domaine des sciences de gestion et de management. La Fondation nationale pour l'enseignement de la gestion des entreprises a changé la catégorisation du management public en tant que discipline scientifique distincte (avant 2012) et le considère depuis en tant que thématique transversale de la recherche en sciences de Gestion amplifiant ainsi son ambiguïté.
Beaucoup des facultés de sciences de gestion et de management ont une partie de leurs programmes et cursus consacré à l’enseignement du management public, qui présente les particularités suivantes :
- il diffère des cours portants ‘’sur’’ l’administration publique, proposés par les facultés de sociologie, droit, science politique, etc. ;
- l’enseignement ‘’en’’ administration publique permet aux futurs managers publics d'acquérir ou parfaire des compétences pour une gestion plus efficace de la sphère publique.
- il croise la théorie et la pratique multidisciplinaire, avec l’apport d’un corps professoral provenant du secteur public, du privé, associatif, etc.
- il offre une perspective élargie où des managers sont au centre d'une activité institutionnelle qui évolue avec la législation, ce qui implique un besoin de formation continue, (principalement offert par le CNFPT en France).